# 非洲駝背魚
非洲駝背魚，為輻鰭魚綱骨舌魚目駝背魚科的其中一種。

## 分布
本魚分布於西非的淡水溪流，包括尼日河、塞內加爾河等流域。

## 特徵
本魚體型特殊，狀似機翼的橫截面。魚鰾異常發達，並延伸至頭蓋骨內，沒有腹鰭，除前鰓蓋骨以外頭部的骨骼沒有牙齒。體色為銀色或褐色，體側有時有大理石斑點，背鰭軟條2枚；臀鰭軟條113至141枚，體長可達80公分。

## 生態
本魚棲息在植物密布的靜止水域，屬肉食性，以魚類為食，性情暴躁。

## 經濟利用
可食用或做為觀賞魚。